# Biłgorajski
Biłgorajski là một huyện thuộc tỉnh Lubelskie của Ba Lan. Huyện có diện tích 1681 km². Đến ngày 1 tháng 1 năm 2011, dân số của huyện là 103005 người và mật độ 61 người/km².